# Folie privée
Pour plus de détails, voir Fiche technique et Distribution.
Folie privée est un film belge réalisé par Joachim Lafosse et sorti en 2004.

## Fiche technique
- Titre : Folie privée
- Réalisation : Joachim Lafosse
- Scénario : Kris Cuppens et Joachim Lafosse
- Photographie : Federico D'Ambrosio
- Décors : Catherine Van Assche
- Son : Benoît Horemans et Luc Muylaert
- Montage : Sophie Vercruysse
- Production : Ryva (Bruxelles) - Coproduction : Tarantula (Luxembourg)
- Pays d’origine :  Belgique
- Durée : 67 minutes
- Date de sortie : Belgique - 12 octobre 2004

## Distribution
- Mathias Wertz
- Vincent Cahay
- Kris Cuppens
- Catherine Salée
- Jean-Benoît Ugeux

## Sélections
- Festival international du film de Locarno 2004[1]
- Festival international du film de La Rochelle 2008[2]